# Claus Jensen
Pour les articles homonymes, voir Jensen.
Claus Jensen est un footballeur danois né le 29 avril 1977 à Nykøbing Falster. Il était milieu de terrain.

## Carrière
- 1995-1996 : Næstved BK  Danemark
- 1996-1998 : Lyngby BK  Danemark
- 1998-2000 : Bolton Wanderers  Angleterre
- 2000-2004 : Charlton  Angleterre
- 2004-2007 : Fulham  Angleterre

## Sélections
- 1 sélections en équipe du Danemark des moins de 19 ans en 1995
- 18 sélections et 3 buts en équipe du Danemark espoirs entre 1996 et 1999
- 47 sélections et 8 buts avec l'équipe du Danemark entre 2000-2007